# Madame X
Madame X je čtrnácté studiové album americké zpěvačky Madonny. Bylo vydáno 14. června 2019 vydavatelstvím Interscope Records. Album bylo výrazně umělecky ovlivněno zpěvaččiným životem v portugalském Lisabonu, kam se přestěhovala v létě 2017. Na albu společně s Madonnou spolupracovala řada hudebníků, jako např. Mirwais, Mike Dean, Diplo nebo Jason Evigan. Hudebně album využívá řadu různorodých žánrů, převážně art pop, latinskoamerickou hudbu, trap, world music a vlivy žánrů fado, dub, disco, baile funk, batuque, elektropop a deep house.
Z alba byly vydány singly „Medellín“, „Crave“, „I Rise“ a „I Don't Search I Find“. Všechny čtyři singly se dosáhly první příčky v americké hitparádě Dance Club Songs, čímž Madonna rozšířila svůj dosavadní rekord nejvyššího počtu prvních míst v této hitparádě na 50, zároveň se stala prvním interpretem, který dosáhl prvního místa hitparády v pěti po sobě jdoucích dekádách. Z alba byly vydány také promo singly „Future“ a „Dark Ballet“. Madonna před vydáním svého alba vystoupila jako host na Eurovision Song Contest 2019, album také propagovala následným turné Madame X Tour.
Album získalo převážně pozitivní ohlasy od hudebních kritiků pro jeho experimentální a jedinečnou podobu, nicméně jeho produkce byla často terčem kritiky pro její neukotvenost a nezáživnost. Ačkoliv z alba nevzešel žádný singl, který by se umístil v americké hitparádě Billboard Hot 100 a je tak zpěvaččiným prvním albem, které žádný takový singl nemá, debutovalo na prvním místě Billboard 200 a stalo se tak jejím devátým albem, které se na první příčku hitparády dostalo. V České republice album debutovalo na čtvrtém místě hitparády Albums – Top 100 a vydrželo v ní po dobu devíti týdnů.

## Seznam skladeb
Deluxe vydání
1. Medellín (ft. Maluma) – 4:58
2. Dark Ballet – 4:14
3. God Control – 6:19
4. Future (ft. Quavo) – 3:53
5. Batuka – 4:57
6. Killers Who Are Partying – 5:28
7. Crave (ft. Swae Lee) – 3:21
8. Crazy – 4:02
9. Come Alive – 4:02
10. Extreme Occident – 3:41
11. Faz Gostoso (ft. Anitta) – 4:05
12. Bitch I'm Loca (ft. Maluma) – 2:50
13. I Don't Search I Find – 4:08
14. Looking for Mercy – 4:50
15. I Rise – 3:44

Deluxe vydání (2. disk)
1. Funana – 3:42
2. Back That Up to the Beat – 3:50
3. Ciao Bella – 5:36